# Moreirocarcinus laevifrons
Moreirocarcinus laevifrons is een krabbensoort uit de familie van de Trichodactylidae. De wetenschappelijke naam van de soort is voor het eerst geldig gepubliceerd in 1901 door Moreira.